# نهيلة عارف
نهيلة عارف ممثلة مغربية. اشتهرت بدورها في فيلم نبيل عيوش 2021 علي صوتك  (بالفرنسية: Haut et Fort)، والذي تم اختياره للتنافس على السعفة الذهبية في مهرجان كان السينمائي 2021.
ولدت نهيلة في مدينة الدار البيضاء حيث التحقت بالمدرسة الفرنسية للأعمال واكتسبت شهرتها بمشاركتها، إلى جانب إسماعيل أدواب وأنس بسبوسي وأمينة كنان في الفيلم المغربي 'علي صوتك' من إخراج نبيل عيوش، وهو الفيلم الذي رشحه المركز السينمائي المغربي لتمثيل المغرب في أوسكار 2022 بالإضافة لمشاركته في مهرجان كان السينمائي 2023.

## روابط خارجية
- نهيلة عارف في قاعدة بيانات الأفلام على الإنترنت
- نهيلة عارف في موقع مهرجان كان السينمائي